# Henry Houry
Henry Houry (2 de julio de 1874 – 13 de marzo de 1972) fue un actor y director cinematográfico y teatral de nacionalidad francesa.
Nacido en París, Francia, llegó a rodar varios filmes en Estados Unidos durante la época del cine mudo. Falleció en Niza, Francia.

## Filmografía

### Como actor
| - 1909 : Histoire d'un billet de banque - 1909 : Le Mariage d'un gueux - 1909 : La Mort du duc d'Enghien en 1804, de Albert Capellani - 1909 : Le Roman d'une bottine et d'un escarpin, de Georges Monca - 1910 : Un drame villageois, de Georges Monca - 1911 : Les Enfants désobéissants, de Georges Monca - 1911 : Rigadin fait de la contrebande, de Georges Monca - 1912 : La Poupée tyrolienne - 1912 : L'Homme de fer, de la serie de Barnett Parker – también guionista - - 1913 : Les deux noblesses, de René Leprince - 1913 : Les Mystères de Paris, de Albert Capellani - 1913 : Zoé - 1914 : L'Escalier de la mort, de la serie Barnett Parker – también guionista - - 1914 : Comment et par qui, de la serie Barnett Parker – también guionista - - 1914 : L'Homme au complet gris, de la serie Barnett Parker – también guionista - - 1914 : La Sandale rouge, de la serie Barnett Parker – también guionista - - 1914 : La Ténébreuse Affaire de green park, de la serie Barnett Parker – también guionista - - 1918 : Hier et aujourd'hui, de Dominique Bernard - 1918 : Find the woman, de Tom Terriss - 1922 : L'Écuyère, de Léonce Perret - 1923 : Koenigsmark, de Léonce Perret - 1924 : Âme d'artiste / Rêve et réalité, de Germaine Dulac - 1927 : Cousine de France, de Gaston Roudès | - 1928 : Miss Edith, duchesse, de Émile-Bernard Donatien - 1929 : Les mufles, de Robert Péguy - 1931 : Azaïs, de René Hervil - 1931 : Le Roi du cirage, de Pierre Colombier - 1932 : Le Crime du Bouif, de André Berthomieu - 1933 : Toi que j'adore, de Geza Von Bolvary - 1933 : La Maison du mystère, de Gaston Roudès - 1933 : Le Fakir du grand hôtel, de Pierre Billon - 1933 : La Bataille, de Nicolas Farkas - 1934 : Nous ne sommes plus des enfants, de Augusto Genina - 1935 : J'aime toutes les femmes, de Carl Lamac - 1936 : Avec le sourire, de Maurice Tourneur - 1937 : L'Alibi, de Pierre Chenal - 1938 : Remontons les Champs-Elysées, de Sacha Guitry - 1939 : Ils étaient neuf célibataires, de Sacha Guitry - 1941 : Le Destin fabuleux de Désirée Clary, de Sacha Guitry - 1943 : Le ciel est à vous, de Jean Grémillon - 1943 : La Malibran, de Sacha Guitry - 1945 : Tant que je vivrai, de Jacques de Baroncelli - 1950 : Le Bagnard, de Willy Rozier - 1950 : Dominique, de Yvan Noé - 1951 : Adhémar ou le jouet de la fatalité, de Fernandel - 1952 : La Vérité sur Bébé Donge, de Henri Decoin - 1963 : La Bande à Bobo, de Tony Saytor |

### Como director
- 1908 : Le Père Milon, codirección con Firmin Gémier
- 1913 : Les tout-petits
- 1918 : Love watches
- 1918 : The clutch of circumstance
- 1918 : Miss ambition
- 1919 : Quand on aime, en 10 episodios : Un coup de téléphone, La lettre rouge, L'amour qui tue, Riche ou pauvre, La reine des perles, L'amour qui nait, Arme de femme, Amants d'hier, L'amour se venge, L'amour qui meurt
- 1919 : Shocks of doom
- 1919 : The guardian of the accolade
- 1919 : Daring hearts
- 1920 : Tout se paie
- 1920 : Le Lys du Mont Saint-Michel codirección con J. Sheffer
- 1921 : L'Infante à la rose
- 1921 : La Maison des pendus

## Teatro
- 1900 : La Clairière, de Lucien Descaves y Maurice Donnay, Teatro Antoine
- 1907 : Sherlock Holmes, de Pierre Decourcelle a partir de Arthur Conan Doyle y William Gillette, Teatro Antoine
- 1908 : Les Jumeaux de Brighton, de Tristan Bernard, Teatro Femina
- 1909 : La Clairière, de Lucien Descaves y Maurice Donnay, Teatro Antoine
- 1910 : Arsène Lupin contre Sherlock Holmes, de Victor Darlay y Henri de Gorsse a partir de Maurice Leblanc, Teatro del Chatelet
- 1912 : La Femme seule, de Eugène Brieux, Théâtre du Gymnase Marie-Bell
- 1924 : La Grande Duchesse et le garçon d'étage, de  Alfred Savoir, escenografía de Charlotte Lysès, Teatro de l'Avenue
- 1927 : Ventôse, de Jacques Deval, escenografía de René Rocher, Comédie Caumartin
- 1928 : J'ai tué, de Léopold Marchand, escenografía de René Rocher, Teatro Antoine
- 1928 : Une tant belle fille, de Jacques Deval, Teatro Antoine